# موسیقی هاوس
موسیقی هاوس (به انگلیسی: House music) یک ژانر از موسیقی رقص الکترونیک است که با ضرب آهنگ تکراری چهار روی زمین و سرعت  ۱۲۰ تا ۱۳۰ ضربه در دقیقه، به عنوان ظهوری جدید از موسیقی دیسکو دهه ۷۰ میلادی شناخته می‌شود. این سبک از جامعه همجنسگرایان سیاهپوست شهر شیکاگو برخاسته است.
سبک هاوس از دی‌جی ها و تهیه‌کنندگان موسیقی زیرزمینی اهل شیکاگو برخاست و در اواسط دهه ۱۹۸۰ وقتی دی‌جی ها شروع به ساخت موسیقی دیسکو با ضرب‌آهنگ هایی مکانیکی کردند، به آرامی پیشرفت کرد. در اواخر دهه ۸۰ و ابتدای دهه ۹۰ میلادی، موسیقی هاوس بیشتر مورد توجه عامه قرار گرفت و بیت هایی که به بیت های دهه ۸۰ میلادی معروف شدند، ساخته شدند.
ها
هاوس عموماً از سازهای ضربی سبک دیسکو و جاز استفاده می‌کند، مخصوصاً هنگام استفاده از باس بر روی هر ضرب، می‌تواند شامل یک سینث‌سایزر نمایان برای خط باس، درام الکترونیک، افکت‌های الکترونیکی و نمونه‌های فانک باشد.

## وجه تسمیه
اصطلاح موسیقی هاوس از اسم کلوپ شبانه‌ای به نام The Warehouse مشتق می‌شود که در سال‌های ۱۹۷۷ تا ۱۹۸۳ در شیکاگو وجود داشت. این کلوپ عمدتاً توسط آمریکایی آفریقایی‌تبارهای همجنسگرا و آمریکایی‌های لاتین‌تبار اداره می‌شد که برای رقص با موسیقی اجرا شده توسط دی جی ساکن در همان‌جا (فرانسیس نیکولاس) می‌آمدند.